# شهرستان له کولین-دو-لوتاوه
شهرستان له کولین-دو-لوتاوه (به انگلیسی: Les Collines-de-l'Outaouais Regional County Municipality) یک منطقهٔ مسکونی در کانادا است که در ناحیه اوتاوه واقع شده‌است. شهرستان له کولین-دو-لوتاوه ۲٬۱۹۹٫۳۰ کیلومتر مربع مساحت و ۴۶٬۳۹۳ نفر جمعیت دارد.